# Kaba, Ungaria
Kaba  este un oraș în districtul Püspökladány, județul Hajdú-Bihar, Ungaria, având o populație de 6.113 locuitori (2011). 

## Demografie
Componența etnică a orașului Kaba
     Maghiari (95,39%)
     Romi (3,94%)
     Necunoscut (0,48%)
     Alții (0,2%)
Componența confesională a orașului Kaba
     Fără religie (34,93%)
     Reformați (33,13%)
     Romano-catolici (4,17%)
     Necunoscută (26,47%)
     Alte religii (2,21%)
Conform recensământului din 2011, orașul Kaba avea 6.113 locuitori. Din punct de vedere etnic, majoritatea locuitorilor (95,39%) erau maghiari, cu o minoritate de romi (3,94%). Apartenența etnică nu este cunoscută în cazul a 0,48% din locuitori. Nu există o religie majoritară, locuitorii fiind persoane fără religie (34,93%), reformați (33,13%) și romano-catolici (4,17%). Pentru 26,47% din locuitori nu este cunoscută apartenența confesională.